# Save the last dance for me (The Blue Diamonds)
Save the last dance for me is een single van The Blue Diamonds. Het was hun versie van de hit Save the last dance for me van The Drifters uit 1960 dat geschreven werd door Doc Pomus en Mort Shuman. De broers Riem de Wolff en Ruud de Wolff werden ondersteund door een koor en orkest onder leiding van Jack Bulterman. Een notering in de hitparade haalde het niet. Die was wel weggelegd voor Dans nog eenmaal met mij van The Fouryo's, ook met Bulterman.